# Mème des moufles de Bernie Sanders

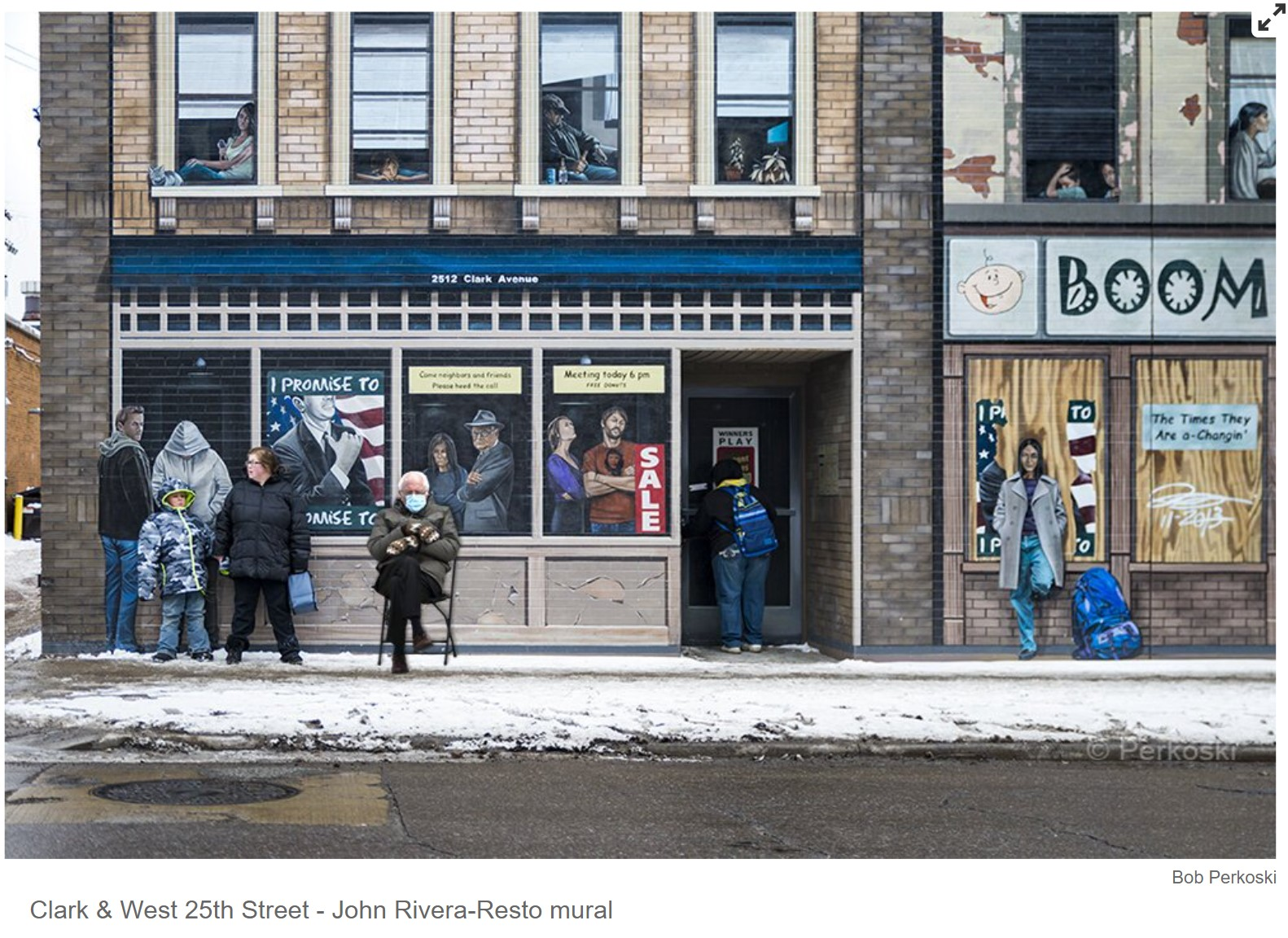
Exemple montrant Bernie Sanders placé devant une fresque sur une façade de maison.

Le mème des moufles de Bernie Sanders a pour origine une photographie de Bernie Sanders, un sénateur américain du Vermont et ancien candidat à la présidentielle. Sur la photo, Sanders est assis portant un masque chirurgical et des moufles distinctives lors de l'investiture de Joe Biden. La photographie, devenue virale, inspire un mème, des versions modifiées dans lesquelles Sanders est placé dans des photographies historiques et d'autres contextes humoristiques. La popularité du mème a entraîné une visibilité accrue pour Sanders et une demande pour ces moufles.

## Contexte
Lors de l'investiture de Joe Biden le 20 janvier 2021 sur les marches du Capitole à Washington, D.C., une photographie du sénateur du Vermont et ancien candidat à la présidentielle Bernie Sanders a été prise par Brendan Smialowski de l'Agence France-Presse.
Elle représente un Sanders masqué assis sur une chaise pliante, espacé des autres participants. Il porte des vêtements d'hiver, notamment une grande paire de moufles moelleuses, fabriquées par une enseignante du primaire du Vermont, Jen Ellis.
La photographie est devenue un mème internet populaire,,.

## Mèmes et produits dérivés
La photographie a conduit à un grand nombre de versions éditées et modifiées, dans lesquelles la représentation de Sanders est placée dans diverses photographies populaires et historiques, d'une manière similaire à celle utilisée dans le mème du touriste. On retrouve la découpe de Sanders dans des scènes de Batman, Star Trek et Wayne's World.
Un site web a été créé pour permettre à l'image de Sanders d'être placée dans n'importe quelle photographie de Google Street View .
Par la suite, des produits dérivés ont été fabriqués à partir de la photo. On trouve des assiettes, des t-shirts, des autocollants et des verres à vin.
Sanders a répondu avec bonne humeur au mème et à ses divers dérivés, et il a décidé de vendre des pulls molletonnés avec la photographie pour amasser des fonds pour une œuvre caritative. Plus de 1,8 million de dollars ont ainsi été récoltés.
À la suite du mème, la professeure Jan Ellis qui a tricoté les moufles portées par Sanders dans la photo a reçu des milliers de demandes pour ces moufles. Bien qu'elle eût cessé de produire régulièrement des moufles, elle a profité de l'occasion pour en faire trois paires qu'elle a vendues aux enchères pour une œuvre caritative et le fonds universitaire de sa fille.
Ellis a collaboré avec la marque de chaussettes Darn Tough du Vermont pour produire une gamme de bas avec le même motif que les moufles. Les profits de l'initiative sont distribués aux banques alimentaires du Vermont,.
L'écrivaine de tricot Kate Atherley a salué l'intérêt pour les moufles résultant du mème de Bernie Sanders. Elle explique en détails dans un article du Guardian comment tricoter des moufles semblables à celles portées par Sanders.
La veste Burton Snowboards portée par Sanders a également connu un regain de popularité. L'entreprise en a donné 50 au Burlington Department for Children and Families .